# De Canaria
De Canaria è un'opera letteraria minore di Giovanni Boccaccio del 1342.

## Tematiche
Si tratta di un breve saggio sulla vita, i costumi e la società delle Isole Canarie ai tempi delle prime scoperte. Boccaccio non fu direttamente protagonista bensì il testo è il riassunto di numerose corrispondenze e testimonianze di amici navigatori della città di Siviglia.
La visione di Boccaccio è idilliaca: lo stupore per la loro vita semplice e la loro nudità appariva allo scrittore (e a parte della società dell'epoca) come pura, priva di qualsiasi mondanità ormai perduta nella società europea. C'è un forte interesse scientifico da parte del Certaldese riguardo alle usanze e ai costumi dei popoli delle Canarie, interesse coltivato quando Boccaccio risiedeva nella cosmopolita corte napoletana.